# Рајмунд (име)
Рајмунд (мађ. Rajmund), је мушко име које се користи у мађарском језику, немачког је порекла и има значење: онај који се паметно брани.

## Имендани
- 7. јануар.
- 23. јануар.
- 4. јул.
- 31. авгуаст.

## Варијација
- Рајмонд

## У осталим језицима
-,
-,
-,
-,
-,
-,

## Познате личности
-, Рајмунд Фодор мађарски олимпијски првак у ватерполу